# Хефрен Тюрам
Хефрен Тюрам-Ульєн (фр. Khéphren Thuram-Ulien; нар. 26 березня 2001, Реджо-нель-Емілія, Італія) — французький футболіст, гравець футбольного клубу «Ювентус» та збірної Франції.

## Біографія
Народився 26 березня 2001 року в сім'ї видатного французького захисника Ліліана Тюрама. Його старший брат Маркус, також став професійним футболістом. Його назвали в честь єгипетського фараона Хафра. 

## Клубна кар'єра
Будучи вихованцем «Монако», Хефрен дебютував за головну команду монегасків 28 листопада 2018 року в матчі Ліги чемпіонів
проти мадридського «Атлетіко», замінивши Олександра Головіна. На момент дебюту йому виповнилося 17 років. У цьому сезоні він тричі зіграв за «Монако», виступаючи переважно за «Монако Б».
Влітку 2019 року перейшов у «Ніццу». 17 серпня, у матчі проти «Німа», дебютував за нову команду. 3 жовтня 2020 року зумів забити у ворота «Нанта». Це був перший забитий гол гравця у професійній клубній кар'єрі.

## Виступи за збірні
Хефрен Тюрам стабільно виступав за юнацькі та молодіжну збірну Франції.
24 березня 2023 року дебютував за національну збірну Франції. У матчі відбору на Чемпіонат Європи проти збірної Нідерландів, замінив на 89 хвилині Адріана Рабйо.
| Дата       | Місто    | Господарі | Результат | Гості      | Турнір            | Голи | Примітки |
| ---------- | -------- | --------- | --------- | ---------- | ----------------- | ---- | -------- |
| 24-03-2023 | Сен-Дені | Франція   | 4 – 0     | Нідерланди | Відбір до ЧЄ 2024 | -    | 89'      |
| Усього     |          | Матчів    | 1         |            | Голів             | 0    |          |